# 大中臣雄良
大中臣 雄良（おおなかとみ の およし）は、平安時代初期の官人。伊予守・大中臣常麻呂の次男。官位は正六位上・常陸少掾。

## 経歴
始め内舎人を務める。天長4年（827年）淳和天皇の体調が優れないことから占いを行ったところ、東寺が桓武天皇の御願寺の塔を作るための材木として稲荷神社の樹木を伐採したことによる稲荷神の祟りであるとの結果が出た。そのため、従五位下の神階を授けるために、雄良は稲荷神社に遣わされた。当時の位階は従七位下であった。その後、正六位上・常陸少掾に至った。

## 系譜
「中臣氏系図」（『群書類従』巻62所収）による。
- 父：大中臣常麻呂
- 母：不詳
- 妻：不詳
- 生母不明の子女
  - 長男：大中臣有本（?-894）
  - 次男：大中臣頼観
  - 三男：大中臣岡良
  - 四男：大中臣有永
  - 五男：大中臣有世
  - 六男：大中臣有房
  - 男子：大中臣有直
  - 男子：大中臣有範
  - 男子：大中臣有輔（?-902） - 大中臣岡良の養子